# Teatro Politeama (Pisa)

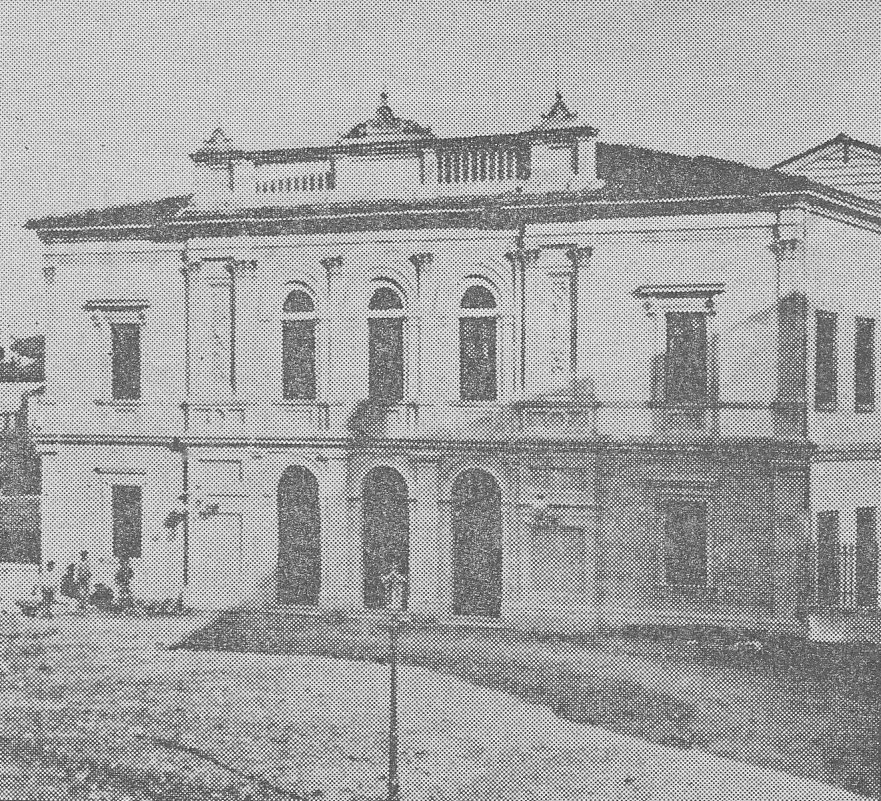
Il Politeama "Nazionale", poi convertito in Casa dello Studente

Il Teatro Politeama è stato un teatro di Pisa.

## Storia
Il "Politeama Nazionale", collocato in prossimità di Piazza dei Cavalieri, fu un famoso e frequentatissimo teatro del XIX secolo. Caduto in disuso il vecchio edificio, in seguito trasformato in una Casa dello Studente, si decise di realizzare un nuovo teatro "Politeama Pisano" nella zona di Porta a Piagge; progettato in stile cinese da Florido Galli, i lavori della sua costruzione partirono nel 1852. Era in grado di ospitare fino a 2.000 spettatori ed era collocato all'interno di un parco.
Dal 1865 al 1912 la struttura si trasformò da semplice arena estiva a teatro notturno, ospitando importantissime produzioni operistiche, balletti, lavori teatrali, che ebbero risalto sulle cronache del tempo. La prima opera che figura in cartellone è Crispino e la comare dei fratelli Ricci nell'agosto del 1865. Nel 1866 la Beatrice di Tenda di Vincenzo Bellini, poi Il trovatore. Grandissimi cantanti si sono esibiti presso il Politeama, oltre ai "locali" Lelio Casini, Titta Ruffo, Narciso Del Ry e il basso Cesare Di Ciolo, hanno cantato al Politeama pisano: Hericlea Darclée, Riccardo Stracciari, Celestina Boninsegna.

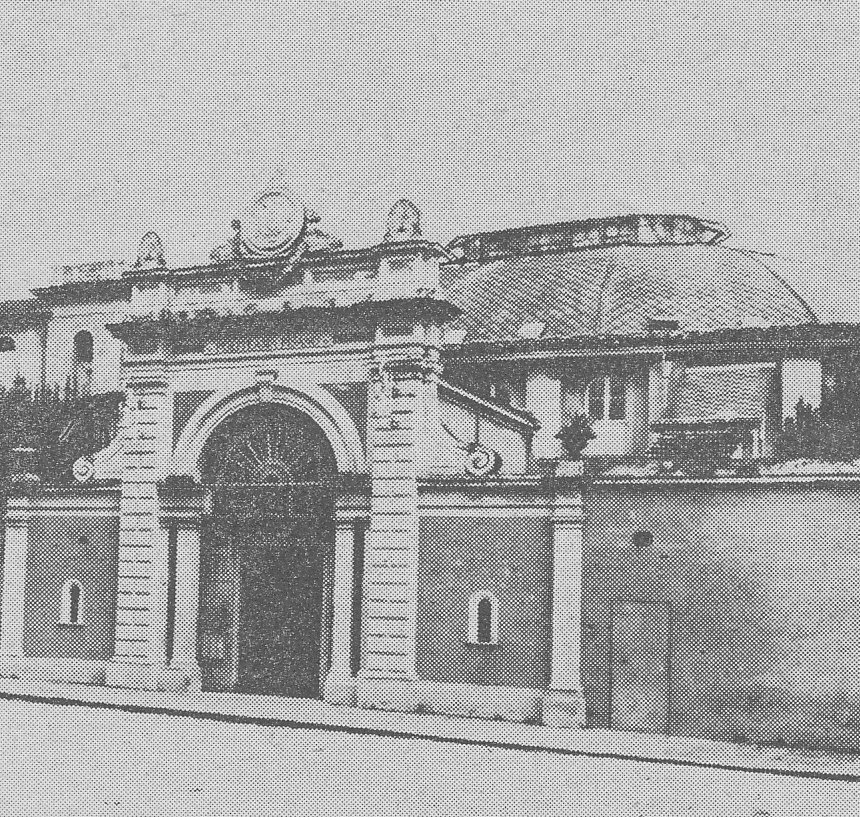
Il Politeama "Pisano" agli inizi del XX secolo

Dopo anni di relativo abbandono, il Politeama fu completamente restaurato dal nuovo proprietario Giuseppe Puccinelli, imprenditore pisano insieme al fratello Francesco, titolari della ditta Salvatore Puccinelli e figli, affiliata alla Siemens tedesca per la costruzione degli impianti elettrici pubblici e privati in Toscana: l'inaugurazione avvenne il 23 marzo 1913. Il teatro venne provvisto di interni imponenti e ben rifiniti, sale per il caffè e per la distribuzione dei giornali, persino campi da tennis. Cosa da non trascurare il nuovo impianto dei termosifoni e il nuovo impianto di illuminazione elettrica , innovativi per l'epoca. La prima rappresentazione del nuovo corso fu la Eva di Franz Lehár. Gli interni furono decorati da Nicola Torricini in stile Etrusco, gli arredamenti rinnovati con sedute e  tendaggi in velluto secondo il gusto dell'epoca. 
Passata la prima guerra mondiale, con qualche piccolo strascico, il Politeama viene riaperto. Il 24 aprile 1927 fu inaugurato il Nuovo Politeama Pisano, al chiuso. La riapertura fu con il Rigoletto di Giuseppe Verdi, al quale tutta la cittadinanza partecipò fino a far traboccare letteralmente il teatro. Il tenore Giuseppe Taccani con Il piccolo Marat di Pietro Mascagni fece furore. Dal 1933 al 1942 il Politeama pisano fu sempre più il teatro popolare della città (all'inizio della sua storia si pagavano solo 30 centesimi per entrate a vedere un'Opera). Decine di opere furono proposte, anche 12 o 13 l'anno, e tutti titoli molto popolari. Moltissimi Trovatori, il Rigoletto di Mario Basiola e Vasco Carmignani, la Lucia di Lammermoor e Il barbiere di Siviglia con Lina Pagliughi, il Rigoletto con Mario Filippeschi e Iris Adami Corradetti.

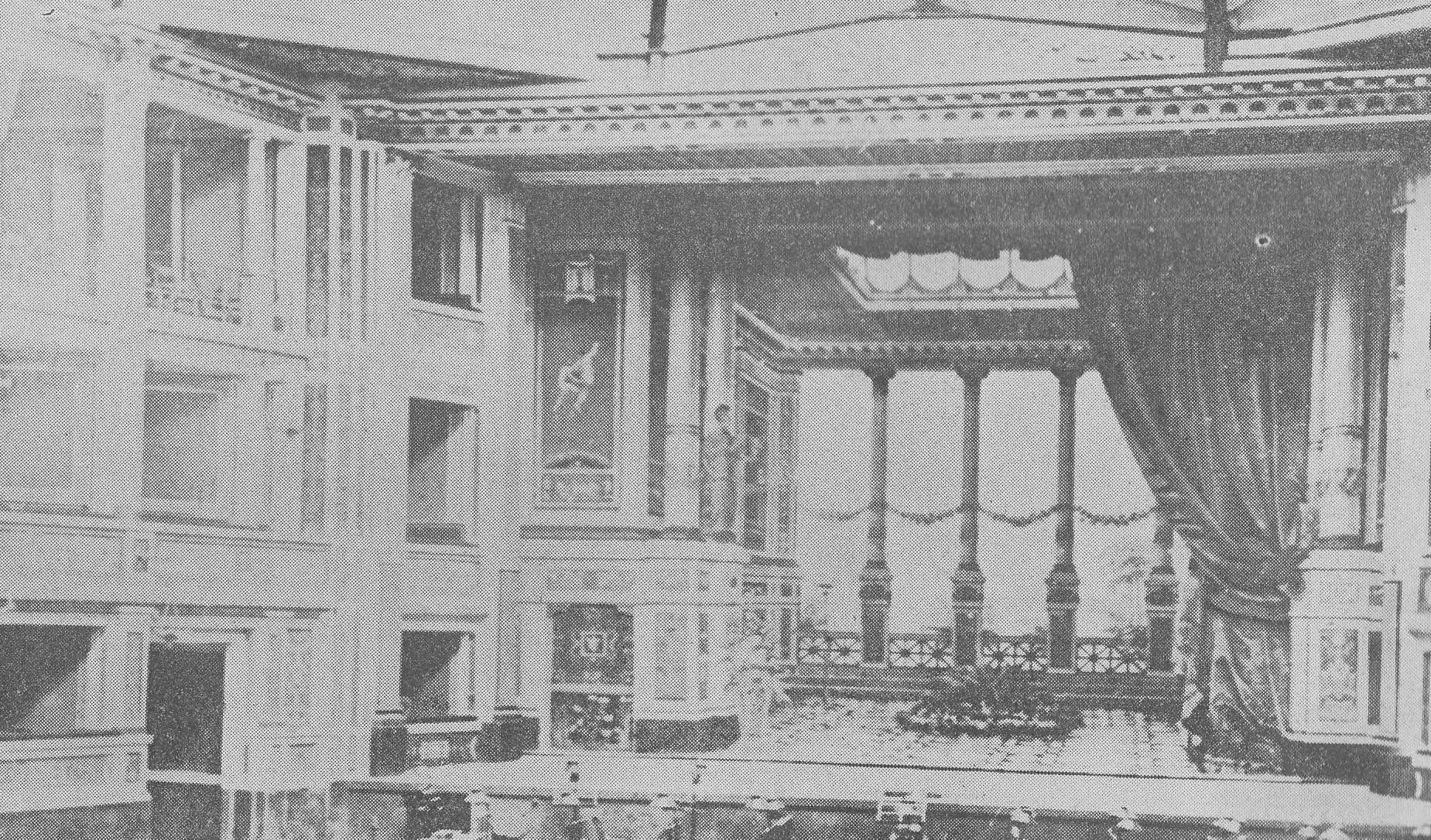
Il palco del Politeama "Pisano"

Nel 1944 il teatro venne distrutto dai bombardamenti della seconda guerra mondiale. Al suo posto fu costruito nel dopoguerra un Palazzo dei Congressi, tuttora esistente.